# Minaucourt-le-Mesnil-lès-Hurlus
Minaucourt-le-Mesnil-lès-Hurlus är en kommun i departementet Marne i regionen Grand Est (tidigare regionen Champagne-Ardenne) i nordöstra Frankrike. Kommunen ligger i kantonen Ville-sur-Tourbe som tillhör arrondissementet Sainte-Menehould. År 2022 hade Minaucourt-le-Mesnil-lès-Hurlus 46 invånare.

## Befolkningsutveckling
Antalet invånare i kommunen Minaucourt-le-Mesnil-lès-Hurlus
| Referens: INSEE |